# Озарк
О́зарк (англ. Ozark) — крупное известняковое плато в центральной части США, известное также как особый культурно-исторический регион и рекреационно-туристическая область страны. Сердце Озарка расположено в штате Миссури, меньшие по размеру участки распространяются на северную часть штата Арканзас, северо-восток штата Оклахома и крайний юго-восток штата Канзас. Во многих отношениях (в том числе в этнографическом) плато Озарк имеет сходство с Аппалачскими плато и горами.

## География
Плато целиком расположено на правом берегу реки Миссисипи, занимая общую площадь свыше 122 тыс. км². (47 тыс. кв. миль). Длина — до 500 км, средняя высота 400—500 м, максимальная точка — в горах Бостон (до 823 м), на юге плато (штат Арканзас).

## Районирование
Внутри плато выделяются четыре географические области:
- Плато Спрингфилд — плоские или пологоволнистые плато на юго-западе региона
- Бостонские горы — низкие, расчленённые горы юга
- Горы Сен-Фрэнсис — восток
- Плато Салем — плоские или пологоволнистые плато центра

## Гидрография
Реки региона невелики, как правило берут начало на самом плато, впадают в более крупные реки Миссури и Арканзас (бассейн Миссисипи, Атлантический океан). Средняя высота плато: 300—450 м над уровнем моря. Речные долины глубоки и каньонообразны. Междуречья имеют плоские выровненные поверхности, занятые лугами. Геологически сложены галечником и кремнем.

## Геология
Плато сложено преимущественно известняками палеозойского возраста, на востоке имеются выходы докембрийских пород (горы Сент-Фрэнсис в штате Миссури). Плато подвержено водной и ветровой эрозии, а потому сильно расчленено реками. Широко развит карст (подземные пещеры), каньоны рек. Типичный состав почвы региона представлен краснозёмами и желтоземами. По склонам гор и в возвышенных регионах сохранились девственные леса (широколиственные, преимущественно дубовые).

## Экономика
Издавна ведётся добыча полиметаллических руд (месторождения Сент-Джозеф, Три-Стейтс — в основном истощены). Большая часть земель региона в середине XX века была переведена под сельскохозяйственные угодья. Выращиваются пшеница, кукуруза, плодовые культуры — яблони, груши). В последнее время самое перспективное направление — туризм культурной и экологической направленности, особенно в национальный парк Хот-Спрингс «Горячие ключи» (преимущественно внутренний). Имеются минеральные источники, минеральная вода Озарк разливается на продажу.

## Культура и население
Коренное население региона — индейцы — были вытеснены белыми колонистами в XVIII—XIX веках. Культура местного белого населения носит консервативный характер и сохраняет во многом традиционный сельский уклад ранних переселенцев (см. реднеки и хиллбилли).